# Oldřich Zajíček
Oldřich Zajíček (6 agosto 1911 – 21 maggio 1956) è stato un calciatore cecoslovacco, di ruolo attaccante.

## Carriera
Conta in totale 67 reti in 151 presenze nel campionato cecoslovacco, competizione che ha vinto in tre occasioni con la maglia dello Sparta Praga (1936, 1938, 1939). Nel suo palmarès figura anche una Coppa Mitropa, vinta nel 1935 sempre con lo Sparta Praga. Giocò inoltre per il Viktoria Zizkov.

## Palmarès
- Mitropa Cup: 1

Sparta Praga: 1935